# Shichi-go-san

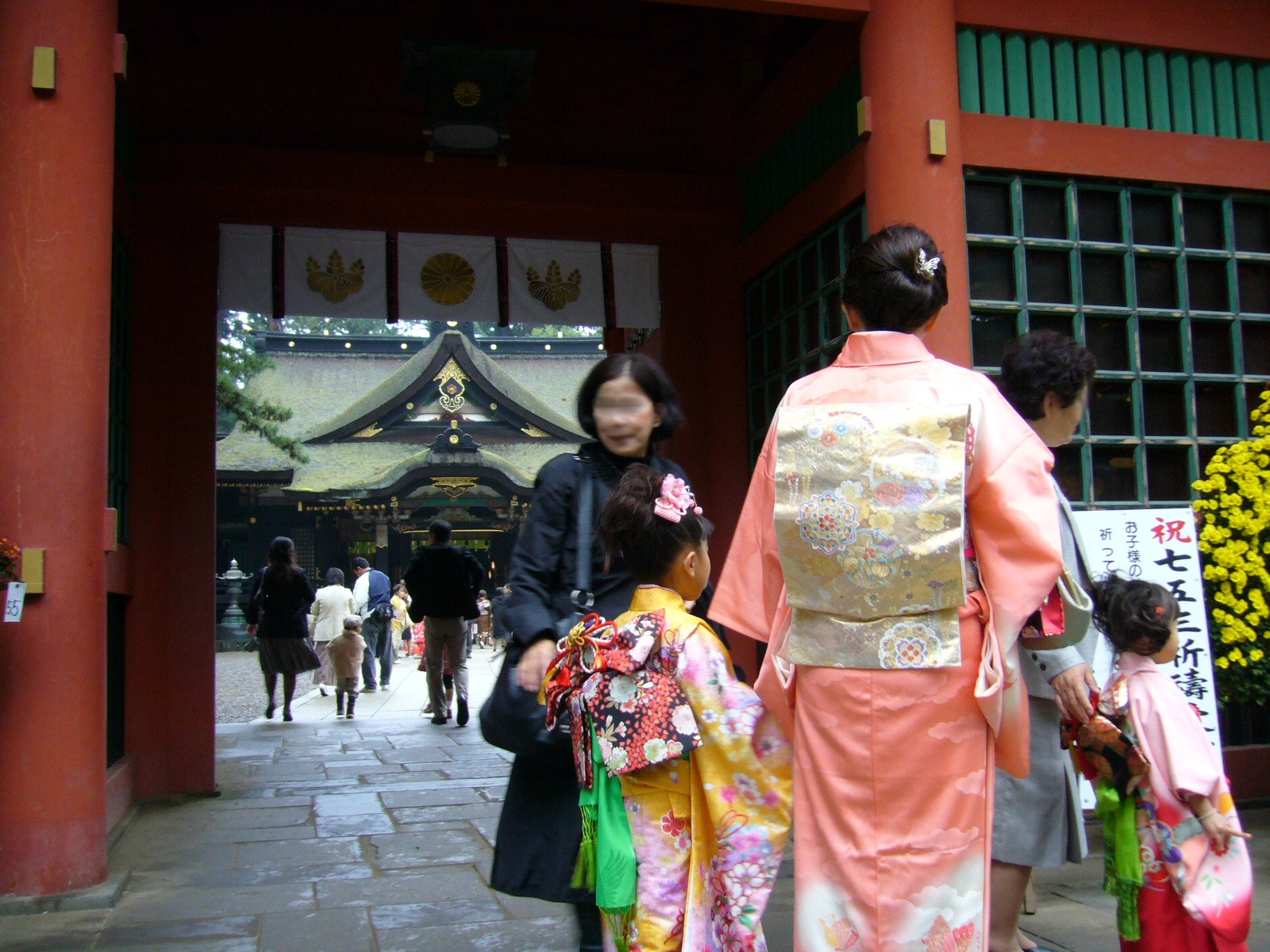
Petites Japonaises habillées pour le Shichi-go-san.

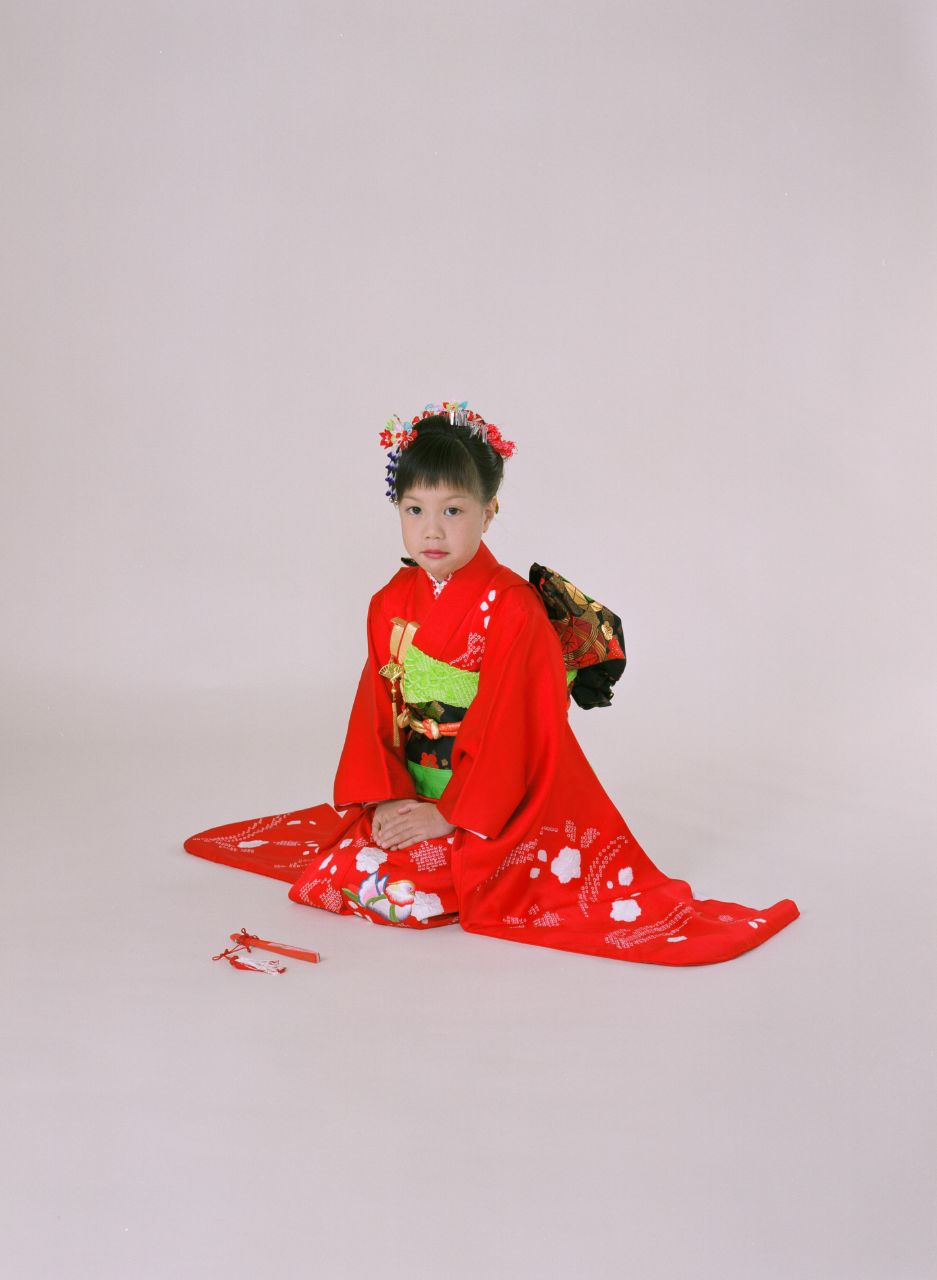
Fillette de sept ans en kimono pour Shichi-go-san.

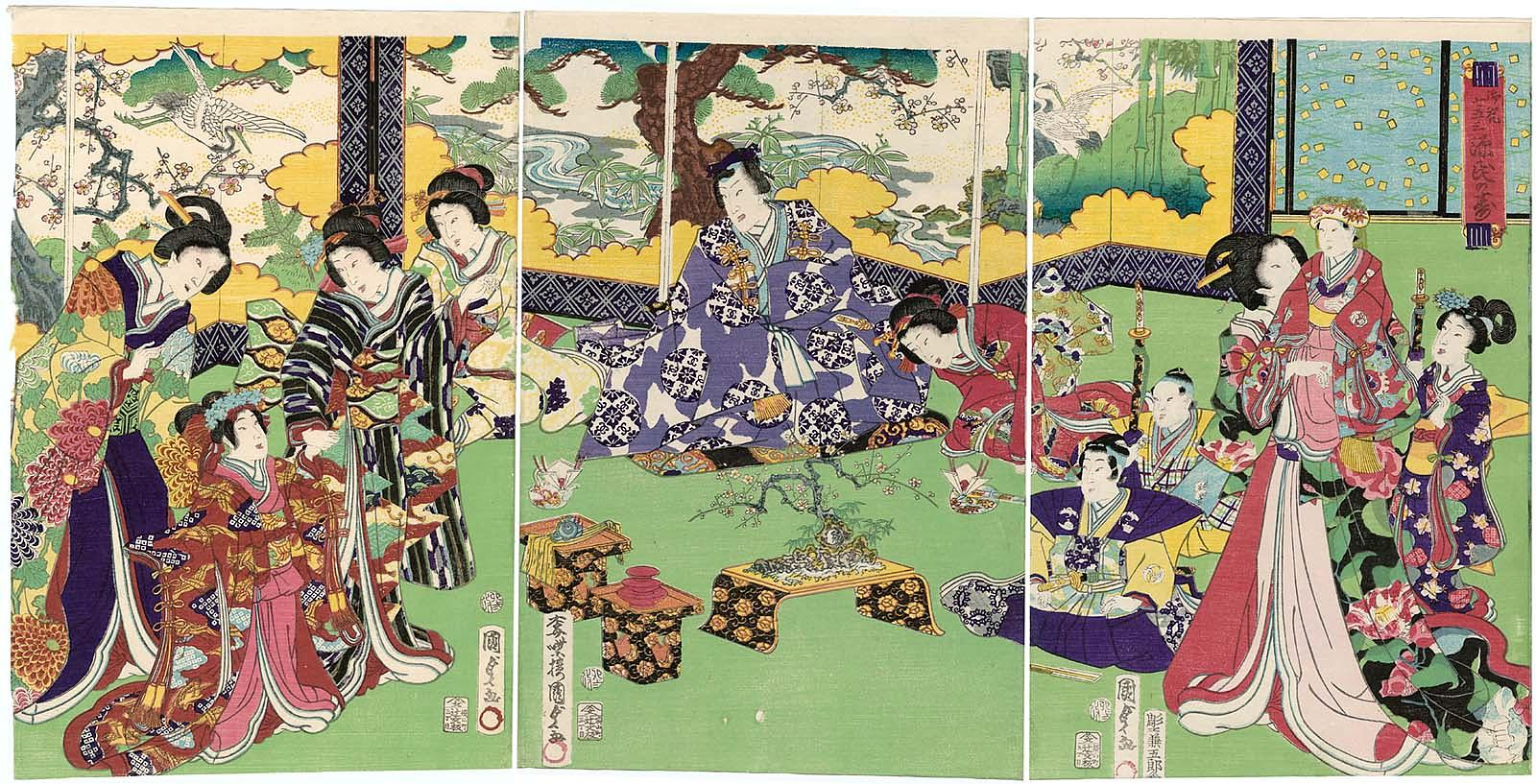
Shichi-go-san à l'époque Edo, par Utagawa Kunisada II.

Au Japon, le Shichi-go-san (七五三, littéralement « Sept-cinq-trois ») est l'une des trois fêtes qui célèbrent les enfants. C’est un rite de passage traditionnel célébrant les enfants de trois ans, les garçons de cinq ans et les filles de sept ans, tenu annuellement le 15 novembre.

## Histoire
On dit que Shichi-go-san trouve son origine à la période Heian parmi les nobles de la cour qui célébraient le passage de leurs enfants dans l'enfance moyenne. Les âges de trois, cinq et sept ans ont un lien avec la numérologie japonaise. En effet, selon la numérologie japonaise, les chiffres impairs portent bonheur. La coutume de célébrer cette fête au quinzième du mois date de la période Kamakura.
Avec le temps, cette tradition a été adoptée par la classe des samouraïs qui y ont ajouté quelques rites. À l'âge de trois ans la coutume exigeait de raser la tête en ne laissant des cheveux que sur le haut du crâne. Les garçons de cinq ans pouvaient porter le hakama pour la première fois, alors que les filles de sept ans remplaçaient les cordes simples qu'elles avaient l'habitude d'utiliser pour attacher leur kimono avec la ceinture traditionnelle. À la période Meiji, la pratique a été adoptée par le peuple, depuis un nouveau rite a été ajouté : celui de se rendre avec ses enfants dans un sanctuaire shinto ou dans un temple bouddhiste et prier pour qu'ils grandissent en bonne santé.

## Pratiques
La tradition a changé un peu depuis la période Meiji. Le rituel concernant les cheveux a été abandonné, les garçons qui sont âgés de cinq ans et les filles âgées de trois ou sept ans sont toujours habillés de kimono, pour les visites aux sanctuaires. Il est d'usage que les filles âgées de trois ans portent le hifu (被布, veste rembourrée) avec leur kimono, elles sont coiffées les cheveux relevés en chignon et décorés de peignes ou de fleurs. Les garçons portent le hakama et le haori (羽織, veste tombant sur le hakama). Rarement, certains enfants portent des vêtements occidentaux. La photographie, bien que n'existant pas au début de cette fête, sacralise aujourd'hui ce moment unique qui fait la fierté de la famille qui l'exposera princièrement dans la maison.
Le Shichi-go-san n'étant pas un jour chômé, la visite au temple se déroule généralement le week-end le plus proche du 15 novembre.

## Chitose ame

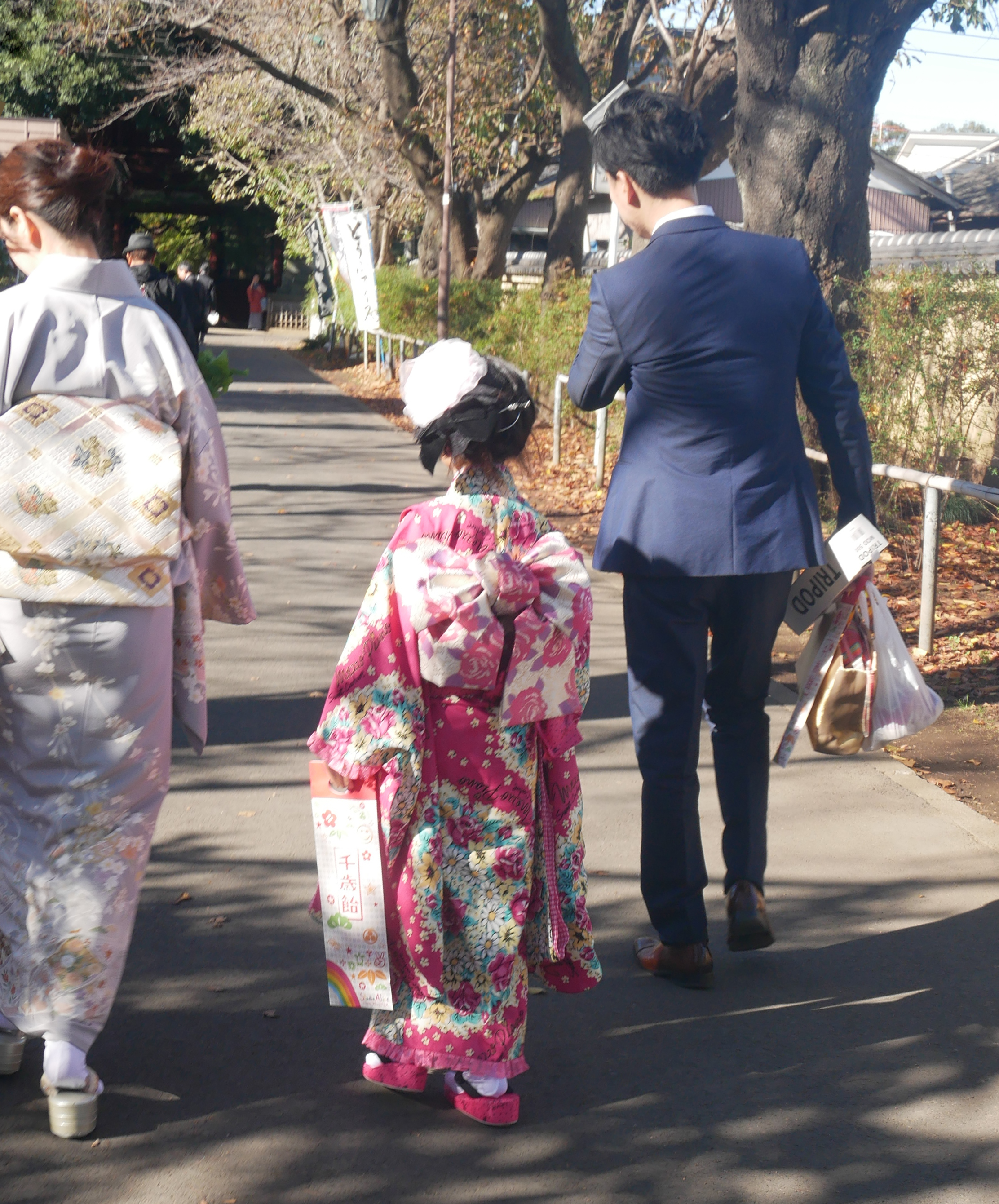
Enfant et parent avec Chitose ame.

Les chitose ame (千歳飴, littéralement « sucrerie de mille ans ») sont données aux enfants. Chitose ame est un bonbon long, mince et de couleur rouge et blanche, qui symbolise une croissance et une longévité saines. Il est donné dans un sac sur lequel sont dessinées une grue et une tortue, animaux symbolisant pour les Japonais la longévité.
Chitose ame est enveloppé dans un film clair et mince de papier de riz qui ressemble au plastique. Le papier est comestible et source d’une grande joie pour des enfants[réf. souhaitée].